# مارباخ آندر دنو
مارباخ آندر دنو (به آلمانی: Marbach an der Donau) یک منطقهٔ مسکونی در اتریش است که در ناحیه ملک واقع شده‌است. مارباخ آندر دنو ۱٬۶۶۴ نفر جمعیت دارد.